# Nae'Qwan Tomlin
Nae'Qwan Tomlin (Harlem, 10 dicembre 2000) è un cestista statunitense di ruolo ala grande.

## Biografia
Ha frequentato la Urban Assembly School a New York.

## Carriera
Al college ha giocato per la Monroe Community College prima di trasferirsi al Chipola College di Marianna dove ha trascorso le due stagioni successive. Si trasferisce nel 2022 alla Kansas State University. Durante il corso della stagione 2023-2024, Tomlin si trasferisce all'Università di Memphis.
Dopo essere rimasto undrafted al draft NBA 2024, si unisce ai Cleveland Cavaliers.

## Statistiche

### College
| Anno      | Squadra        | PG | PT | MP   | TC%  | 3P%  | TL%  | RP  | AP  | PRP | SP  | PP   |
| --------- | -------------- | -- | -- | ---- | ---- | ---- | ---- | --- | --- | --- | --- | ---- |
| 2022-2023 | KSU Wildcats   | 36 | 36 | 27,3 | 50,0 | 27,5 | 73,8 | 5,9 | 1,2 | 1,2 | 1,0 | 10,4 |
| 2023-2024 | Memphis Tigers | 21 | 11 | 26,9 | 60,1 | 39,6 | 77,4 | 6,0 | 0,7 | 0,8 | 1,1 | 14,0 |
| Carriera  | Carriera       | 57 | 47 | 27,1 | 53,9 | 32,8 | 75,3 | 5,9 | 1,0 | 1,0 | 1,0 | 11,8 |

### NBA

#### Regular Season
| Anno      | Squadra             | PG | PT | MP   | TC%  | 3P%  | TL%  | RP  | AP  | PRP | SP  | PP  |
| --------- | ------------------- | -- | -- | ---- | ---- | ---- | ---- | --- | --- | --- | --- | --- |
| 2024-2025 | Cleveland Cavaliers | 5  | 1  | 12,6 | 40,6 | 20,0 | 72,7 | 4,2 | 0,4 | 0,0 | 0,2 | 7,2 |
| Carriera  | Carriera            | 5  | 1  | 12,6 | 40,6 | 20,0 | 72,7 | 4,2 | 0,4 | 0,0 | 0,2 | 7,2 |

### G League
| Anno      | Squadra          | PG | PT | MP   | TC%  | 3P%  | TL%  | RP  | AP  | PRP | SP  | PP   |
| --------- | ---------------- | -- | -- | ---- | ---- | ---- | ---- | --- | --- | --- | --- | ---- |
| 2024-2025 | Cleveland Charge | 47 | -  | 29,9 | 53,7 | 33,0 | 66,3 | 7,3 | 1,9 | 1,0 | 1,6 | 17,2 |
| Carriera  | Carriera         | 47 | -  | 29,9 | 53,7 | 33,0 | 66,3 | 7,3 | 1,9 | 1,0 | 1,6 | 17,2 |